# المرأة في الولايات المتحدة

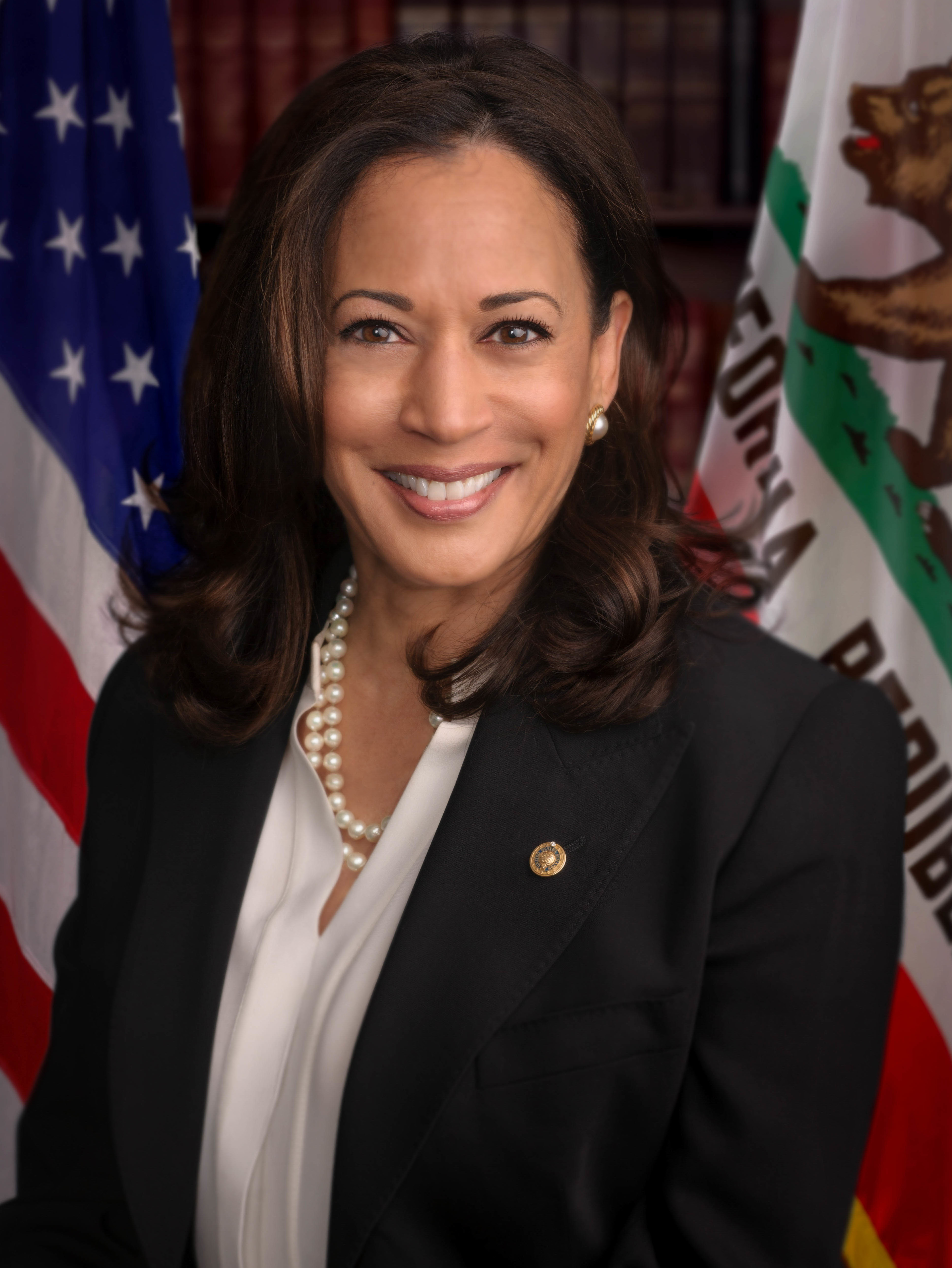
نائبة الرئيس الأمريكي كمالا هاريس

شأن المرأة في الولايات المتحدة الأمريكية موضوع يتعلق بشأن المرأة في الولايات المتحدة الأمريكية الآن. للمزيد من المعلومات عن تاريخ المرأة في الولايات المتحدة الأمريكي يرجى قراءة تاريخ المرأة في الولايات المتحدة.

## اتفاقية القضاء على جميع أشكال التمييز ضد المرأة
لم تصدق الولايات المتحدة الأمريكية على أي اتفاقية للقضاء على جميع أشكال التمييز ضد المرأة، بالرغم أنها لعبت دورًا بارزًا في صياغة المعاهدة. وبذلك أصبحت الولايات المتحدة الأمريكية واحدة من السبع دول الذين لم يصدقوا على الاتفاقية: إيران، وبالاو، والصومال، وجنوب السودان، والسودان، وتونغا.

## التعليم
وفي عام 2014، أحرزت النساء درجات أعلى من الرجال في مرحلة التعليم الجامعي.

## تعديل حقوق المساواة
لم تصدق الولايات المتحدة على أية تعديلات تخص حقوق المساواة.

## الزواج
أشارت احصائيات 2013، أحدث احصائيات متاحة عن متوسط عمر الزواج بالولايات المتحدة الأمريكية، أن متوسط عمر الزواج الأول هو 27 عامًا للمرأة و 29 عامًا للرجل.
كما ظهرت ظاهرة زواج الأطفال، على النحو المحدد من قبل اليونيسيف، في الولايات المتحدة. تعريف اليونيسيف لزواج الأطفال يشمل الأزواج الذين تزوجوا رسميًا، أو الذين يعيشون معًا بدون زواج رسمي، و يكون أحد الأزواج - عادة الفتاة - أقل من عمر 18 عامًا. وتعد الظاهرة الأخيرة هي الأكثر شيوعًا في الولايات المتحدة، ويطلق عليها رسميًا اسم المساكنة. وتختلف القوانين المتعلقة بزواج الأطفال في كل ولاية من الولايات المتحدة الأمريكية. ففي كل الولايات عدا اثنين فقط يجب على الأطفال من عمر 16 عامًا حتى عمر 18 عامًا أن يتزوجوا بموافقة الوالدين، أما في الولايتين الأخريتين فموافقة الوالدين ليست واجبة. كما يتطلب عادة أمر من المحكمة بالإضافة إلى موافقة الوالدين لزواج من هم أصغر من 16 عامًا.

## إجازة الأبوة
تعد الولايات المتحدة الأمريكية هي الدولة الوحيدة التي لا تمنح إجازة مدفوعة الأجر للوالدين رغم دخلها المتزايد.

## السياسة
يبلغ عدد النائبات في الولايات المتحدة حاليًا (أغسطس 2014) 79 نائبة، ما يمثل نسبة 18% من مجلس النواب الأمريكي. وهناك أيضًا 20 من أعضاء مجلس الشيوخ من النساء في الولايات المتحدة، التي تشكل 20٪ من مجلس الشيوخ الأمريكي حيث ترأس ثلاث سيدات وزرات هامة، مثل: سيلفيا ماثيوز بورويل وزيرة الصحة والخدمة الاجتماعية، وسالي جويل وزيرة الداخلية، وبيني بريتزكر وزيرة التجارة. أما بالنسبة للنساء اللاتي يشغلن مناصب لها مكانة عالية في رئاسة الوزراء هناك أيضًا ثلاث سيدات: جينا مكارثي رئيسة وكالة حماية البيئة، سامانثا باور سفيرة بعثة الولايات المتحدة إلى الأمم المتحدة، وماريا كونتريراس سويت ممولة المشروعات الصغيرة. كما أن اثنين من الثلاثة نواب رؤساء الموظفين نساء: أنيتا ديكر بريكنريدج، وكريستي كانيجولو. وتمثل فاليري جاريت أيضًا واحدة من اثنين من كبار المستشارين. السيدة الأولى هي ميشيل أوباما، والسيدة الثانية هي الدكتور جيل بايدن.

## الدين
على الرغم من أن الولايات المتحدة تمنح حرية الدين والعقيدة كحق مكفول دستوريًا؛ ففي عام 2014 أصبحت المسيحية الديانة الأكثر شعبية. عدد قليل من الطوائف المسيحية (وأبرزها الكاثوليكية الرومانية) يعارضون تحديد النسل. بينما يعارض العديد الإجهاض.

## حقوق الإنجاب
يعتبر تحديد النسل أمرًا منافيًا للقانون على الصعيد الوطني اعتبارًا من عام 2014. كما يعتبر الإجهاض أيضًا عملًا منافيًا للقانون على الصعيد الوطني اعتبارًا من عام 2014. ومع ذلك، يسمح للدول وضع اللوائح التي تقصر حظر الإجهاض بعد الأشهر الثلاثة الأولى من الحمل.

## القوى العاملة
منذ عام 2014، شغلت النساء 46.5٪ من إجمالي عدد العاملين في الولايات المتحدة.
وتم اتخاذ بعض التدابير الرائمة للقضاء على التمييز بين الجنسين في العمل منذ عام 1964. وبالرغم من حظر التمييز، تُعد المنظمات الدينية في مأمن من دعاوي التمييز التي رفعها موظفين الوزارة من قساوسة وأئمة وفقًا للقانون القضائي المسمى «الإعفاء الوزاري.»
يزداد معدل راتب المرأة عام بعد عام ولكنه لم يتعد نسبة 77% من راتب الرجل حتى عام 2014، و هذا ما يسمى بظاهرة فجوة الأجور بين الجنسين. و قد أثبت العلماء والاقتصادين بالأدلة أن هذا يُعد نموذجًا قاسيًا من نماذج التمييز ضد المرأة.